# Batalha de Azaz
A batalha de Azaz ocorreu em 11 ou 13 de junho de 1125, entre as forças dos estados cruzados comandadas pelo rei Balduíno II de Jerusalém e o exército seljúcida de Suncur Burcuci, quando a vitória dos cristãos forçou o fim do cerco muçulmano a Azaz.

## Antecedentes
Em 1118, o conde Joscelino I de Edessa conquistara a praça de Azaz ao atabei de Alepo, mas no ano seguinte os cruzados liderados por Rogério de Salerno foram chacinados na batalha do Campo de Sangue. Joscelino foi aprisionado em batalha pelos turcos em 1122, e em 1123 Balduíno II de Jerusalém sofreu o mesmo destino durante uma patrulha no Condado de Edessa.
Ambos foram resgatados em 1124, e a 8 de Outubro do mesmo ano Balduíno cercou Alepo. Em Janeiro de 1125 o atabei seljúcida Suncur Burçuci de Moçul marchou para sul em auxílio da cidade que estava prestes a render-se, após três meses de cerco. Apesar de Alepo ser apelidada de «o maior prémio que a guerra poderia oferecer», Balduíno retirou sem dar batalha.

## Batalha

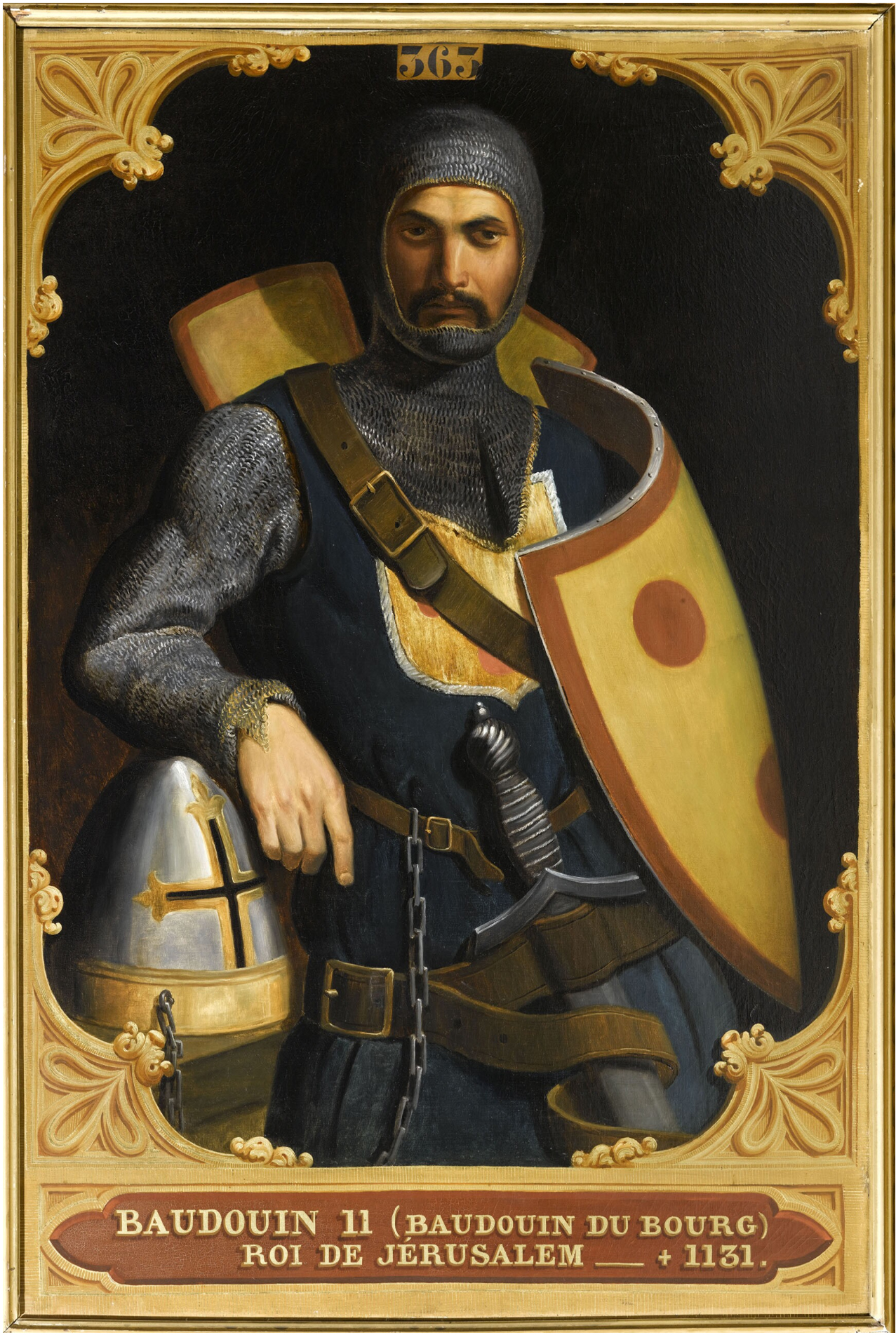
Balduíno II de Jerusalém por François-Édouard Picot, século XIX

Depois de forçar os cristãos a abandonar o cerco e reforçado com contingentes de Toguetequim de Damasco e de outras cidades-estado muçulmanas, Aque Suncur Bursuqui cercou a cidade de Azaz, a norte de Alepo, em territórios do Condado de Edessa. Balduíno II, Joscelino I e Pôncio de Trípoli trouxeram 1100 cavaleiros dos seus domínios, que incluíam o Principado de Antioquia do qual Balduíno assumira a regência, e mais outros 2000 soldados de infantaria.
Repartindo o exército em treze destacamentos, os cruzados enfrentaram o inimigo com três batalhões de cavaleiros: os de Antioquia à direita, Trípoli e Edessa no centro, Jerusalém à esquerda. O rei de Jerusalém usou uma habitual táctica muçulmana: acossado de perto pelo inimigo, simulou uma retirada para atraí-lo para um terreno aberto, onde montara uma emboscada. De seguida virou-se para o inimigo e carregou, tirando vantagem da rapidez do ataque.
Depois de uma batalha longa e sangrenta, os seljúcidas foram derrotados, perdendo quinze emires e milhares de soldados. O campo muçulmano foi tomado por Balduíno, que obteve butim suficiente para resgatar prisioneiros cristãos em poder dos turcos, incluindo o futuro conde Joscelino II de Edessa.

## Consequências
Para além de levantar o cerco a Azaz, esta vitória recuperou muita da influência que os cruzados tinham perdido após a derrota na batalha do Campo de Sangue em 1119. O rei de Jerusalém ainda planearia um ataque a Alepo, mas em 1126 Boemundo III de Antioquia atingiu a maioridade e entrou em conflito com Edessa, pelo que a aliança cruzada não se realizou. Em 1128, Zengui obteve o controlo de Alepo e Moçul - a sua forte liderança levaria ao enfraquecimento do poder cruzado no norte da Síria e, em 1144, à reconquista de Edessa pelos muçulmanos.